# Hodent
Pour l’article homonyme, voir Célia Hodent.
Hodent est une commune française située dans le département du Val-d'Oise en région Île-de-France.

## Géographie

### Description
Hodent est un village rural du Vexin français du nord-ouest du Val-d'Oise, jouxtant au sud-ouest de Magny-en-Vexin, situé à 18 km au nord de Mantes-la-Jolie, 53 km au nord-ouest de Paris, 24 km au nord-ouest de Pontoise et à 16 km au sud de Gisors.
Le village  fait partie du Parc naturel régional du Vexin français.

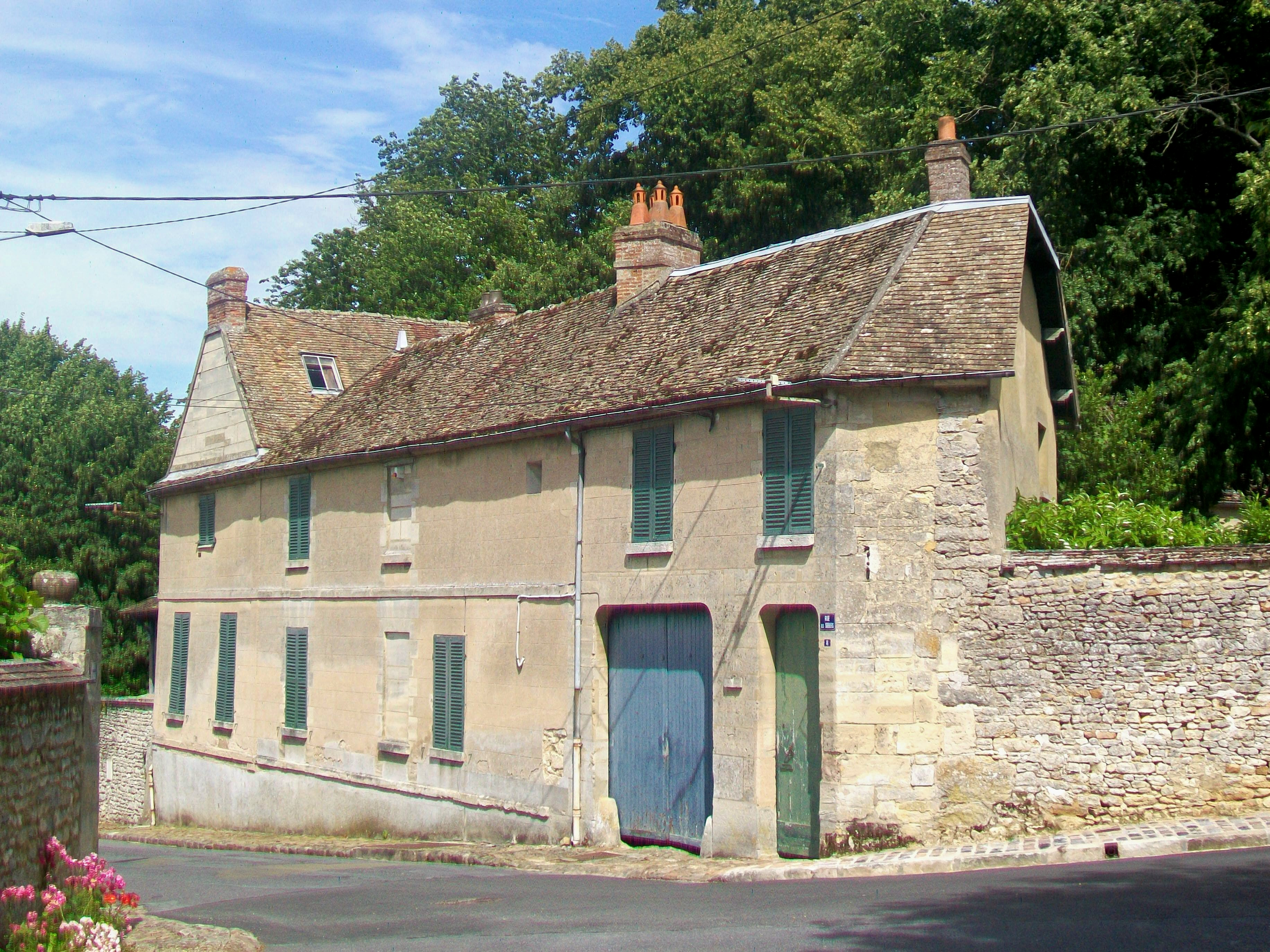
Bâti traditionnel, rue des Sorbiers.

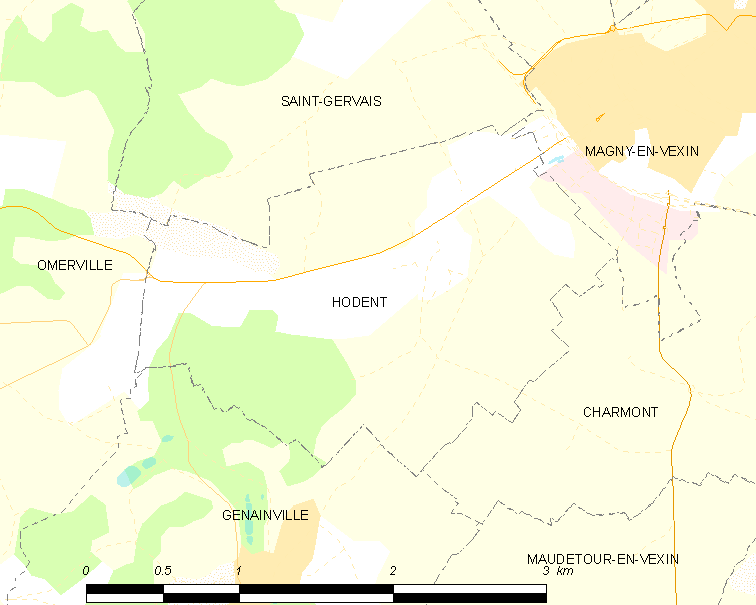
Carte de la commune.
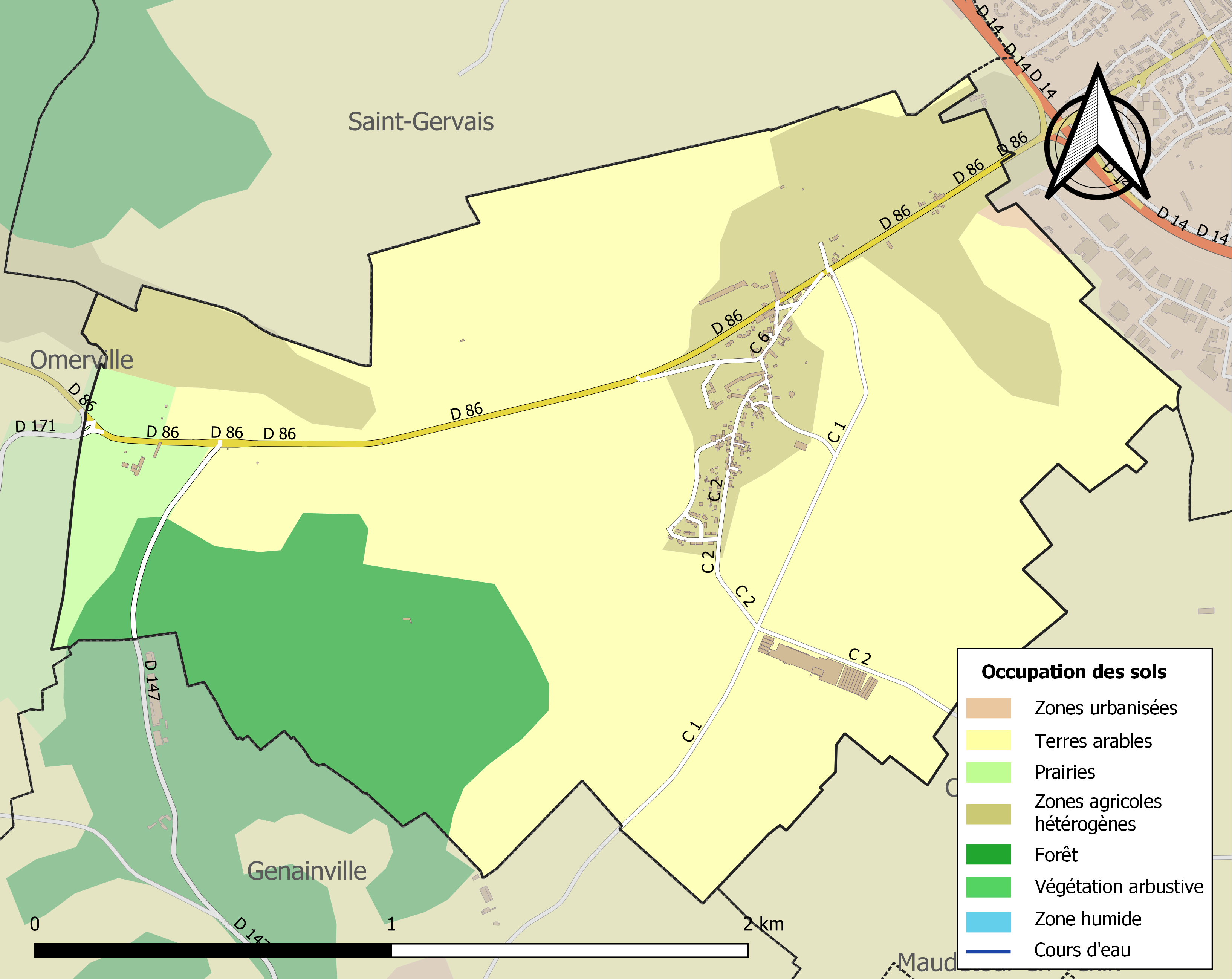
Occupation des sols

### Communes limitrophes
|           | Saint-Gervais | Magny-en-Vexin |
| Omerville | Hodent        | Charmont       |
|           | Genainville   |                |

### Hydrographie

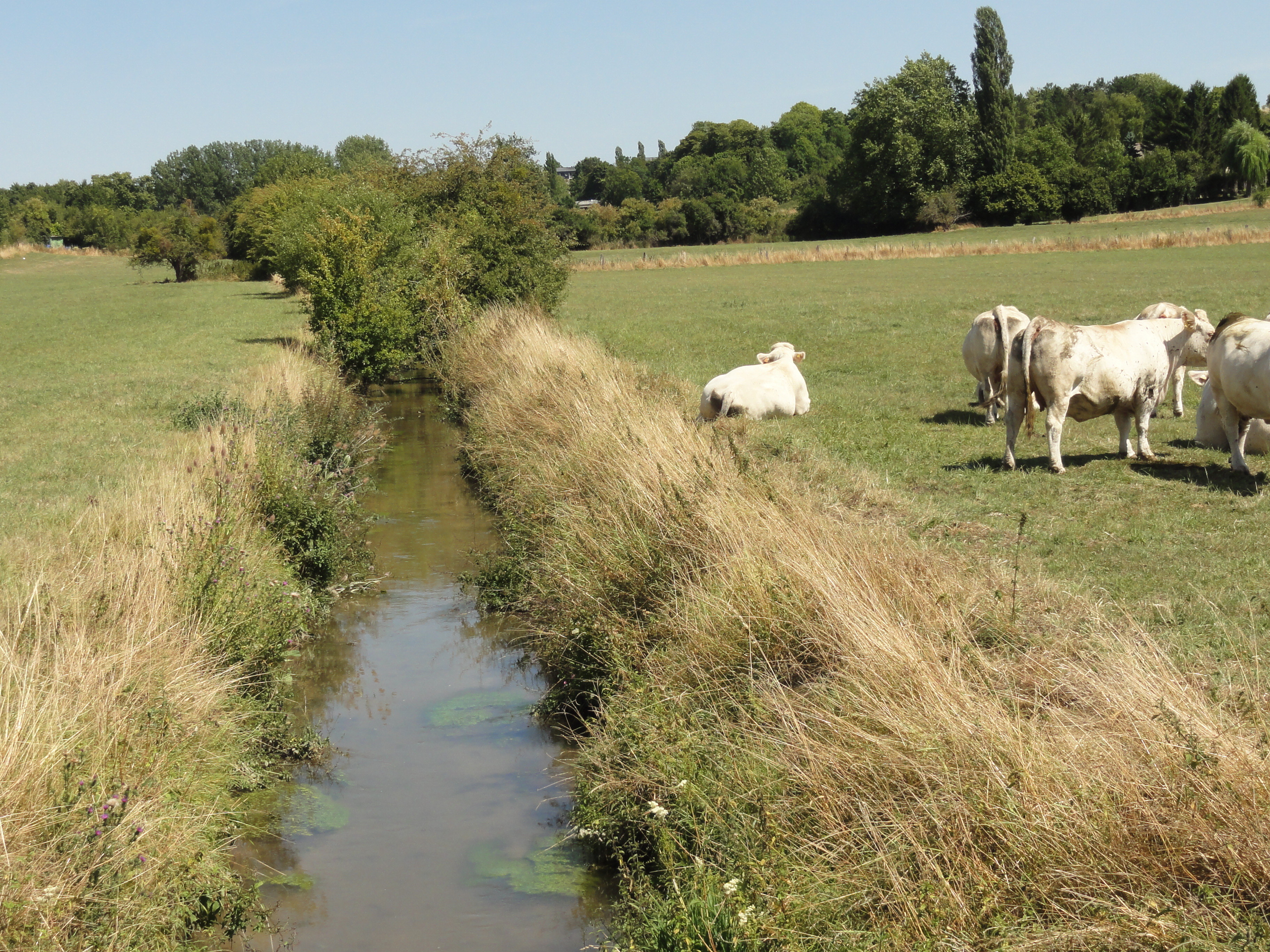
L'Aubette de Magny.

L'Aubette de Magny, un affluent de l'Epte, et donc sous-affluent de la Seine draine le village  d'est en ouest avec ses deux bras.
Le Ru de Genaiville se jette dans l'Aubette de Magny à la limite ouest de la commune..

### Climat
Pour des articles plus généraux, voir Climat de l'Île-de-France et Climat du Val-d'Oise.
En 2010, le climat de la commune est de type climat océanique dégradé des plaines du Centre et du Nord, selon une étude du CNRS s'appuyant sur une série de données couvrant la période 1971-2000. En 2020, Météo-France publie une typologie des climats de la France métropolitaine dans laquelle la commune est exposée à un climat océanique et est dans la région climatique  Sud-ouest du bassin Parisien, caractérisée par une faible pluviométrie, notamment au printemps (120 à 150 mm) et un hiver froid (3,5 °C). 
Pour la période 1971-2000, la température annuelle moyenne est de 10,7 °C, avec une amplitude thermique annuelle de 14,4 °C. Le cumul annuel moyen de précipitations est de 692 mm, avec 11,2 jours de précipitations en janvier et 7,7 jours en juillet. Pour la période 1991-2020, la température moyenne annuelle observée sur la station météorologique la plus proche, située sur la commune de Jaméricourt à 20 km à vol d'oiseau, est de 11,0 °C et le cumul annuel moyen de précipitations est de 695,7 mm,. Pour l'avenir, les paramètres climatiques de la commune estimés pour 2050 selon différents scénarios d'émission de gaz à effet de serre sont consultables sur un site dédié publié par Météo-France en novembre 2022.

## Urbanisme

### Typologie
Au 1er janvier 2024, Hodent est catégorisée commune rurale à habitat dispersé, selon la nouvelle grille communale de densité à sept niveaux définie par l'Insee en 2022.
Elle est située hors unité urbaine. Par ailleurs la commune fait partie de l'aire d'attraction de Paris, dont elle est une commune de la couronne,. Cette aire regroupe 1 929 communes,.

### Voies de communication et transports
Desservi par la RD 86, il est aisément accessible par l'ancienne route nationale 14 (actuelle RD 14), et, pour les randonneurs, il est situé sur le sentier de grande randonnée 11 (GR11, ou  « Grand Tour De Paris »).

## Toponymie
Du composé germanique *husidun ou *husding (de hūs- « maisons » et dun « hauteur » ou ding, avec le suffixe -ing) « maison sur la hauteur »,.
Type toponymique germanique commun au nord de la France : Houdain, Houdan, Hodenc-l'Évêque, Hodeng-en-Bray, etc..

## Histoire
L'eau potable a été installée dans la commune en 1938 sous le mandat de Jean Hamot.

## Politique et administration

### Rattachements administratifs et électoraux
Rattachements administratifs
Antérieurement à la loi du 10 juillet 1964, la commune faisait partie du département de Seine-et-Oise. La réorganisation de la région parisienne en 1964 fit que la commune appartient désormais au département du Val-d'Oise et à son arrondissement de Pontoise après un transfert administratif effectif au 1er janvier 1968.
Elle faisait partie depuis 1793 du canton de Magny-en-Vexin. Dans le cadre du redécoupage cantonal de 2014 en France, cette circonscription administrative territoriale a disparu, et le canton n'est plus qu'une circonscription électorale.
Rattachements électoraux
Pour les élections départementales, la commune fait partie depuis 2014 du canton de Vauréal
Pour l'élection des députés, elle fait partie de la première circonscription du Val-d'Oise.

### Intercommunalité
Hodent est membre depuis 2013 de la communauté de communes Vexin - Val de Seine, un établissement public de coopération intercommunale (EPCI) à fiscalité propre créé en 2005 et auquel la commune avait transféré un certain nombre de ses compétences, dans les conditions déterminées par le code général des collectivités territoriales.

### Équipements

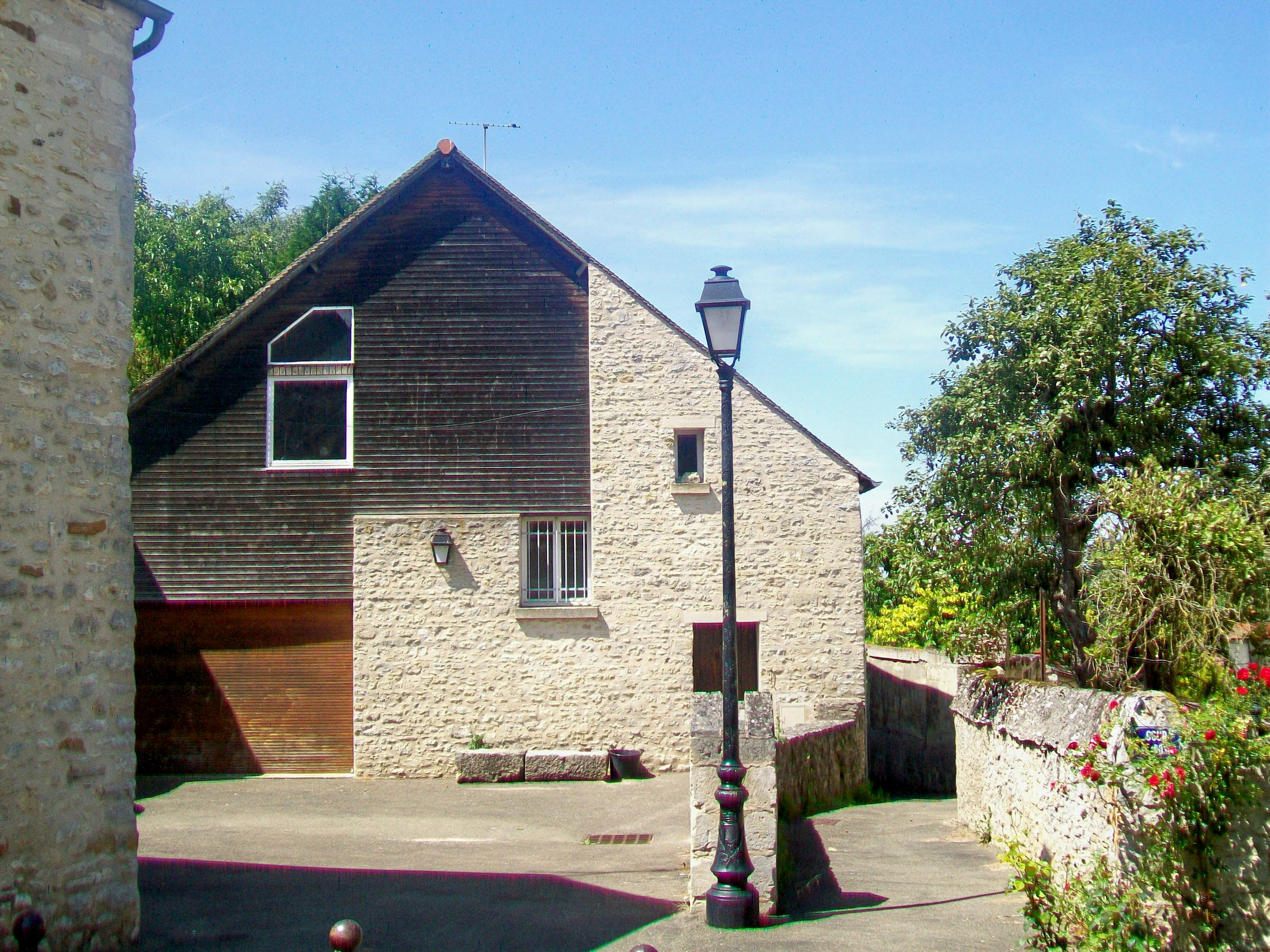
Le foyer rural.

### Liste des maires
| Période                                  | Période   | Identité         | Étiquette | Qualité                                                                                |
| ---------------------------------------- | --------- | ---------------- | --------- | -------------------------------------------------------------------------------------- |
| Les données manquantes sont à compléter. |           |                  |           |                                                                                        |
| 1914                                     | 1945      | Jean Hamot       |           |                                                                                        |
| 1945                                     | 1952      | Émile Philippon  |           |                                                                                        |
| 1952                                     | 1965      | Marceau Bailhoux |           |                                                                                        |
| 1965                                     | 1970      | René Benard      |           |                                                                                        |
| 1970                                     | 1989      | Jean Masson      |           |                                                                                        |
| 1989                                     | mars 2008 | Joël Cousin      |           |                                                                                        |
| mars 2008                                | En cours  | Éric Breton      |           | Vice-président de la CC Vexin - Val de Seine (2020 → ) Réélu pour le mandat 2020-2026, |

## Population et société

### Démographie
L'évolution du nombre d'habitants est connue à travers les recensements de la population effectués dans la commune depuis 1793. Pour les communes de moins de 10 000 habitants, une enquête de recensement portant sur toute la population est réalisée tous les cinq ans, les populations de référence des années intermédiaires étant quant à elles estimées par interpolation ou extrapolation. Pour la commune, le premier recensement exhaustif entrant dans le cadre du nouveau dispositif a été réalisé en 2006.

En 2022, la commune comptait 225 habitants, en évolution de +3,21 % par rapport à 2016 (Val-d'Oise : +4 %, France hors Mayotte : +2,11 %).
| 1793 | 1800 | 1806 | 1821 | 1831 | 1836 | 1841 | 1846 | 1851 |
| ---- | ---- | ---- | ---- | ---- | ---- | ---- | ---- | ---- |
| 173  | 172  | 167  | 179  | 209  | 200  | 194  | 182  | 182  |

| 1856 | 1861 | 1866 | 1872 | 1876 | 1881 | 1886 | 1891 | 1896 |
| ---- | ---- | ---- | ---- | ---- | ---- | ---- | ---- | ---- |
| 174  | 199  | 251  | 211  | 226  | 226  | 188  | 209  | 192  |

| 1901 | 1906 | 1911 | 1921 | 1926 | 1931 | 1936 | 1946 | 1954 |
| ---- | ---- | ---- | ---- | ---- | ---- | ---- | ---- | ---- |
| 189  | 179  | 172  | 167  | 227  | 241  | 200  | 219  | 194  |

| 1962 | 1968 | 1975 | 1982 | 1990 | 1999 | 2006 | 2011 | 2016 |
| ---- | ---- | ---- | ---- | ---- | ---- | ---- | ---- | ---- |
| 192  | 196  | 212  | 181  | 180  | 267  | 262  | 241  | 218  |

| 2021 | 2022 | - | - | - | - | - | - | - |
| ---- | ---- | - | - | - | - | - | - | - |
| 219  | 225  | - | - | - | - | - | - | - |

## Économie
Une zone artisanale a été créée entre deux bras de l'Aubette de Magny sur environ 1,5 km, permettant à des PME de disposer d'un accès routier.
On peut également noter une entreprise horticole, les Serres d'Hodent.

## Culture locale et patrimoine

### Lieux et monuments
Hodent possède un monument historique sur son territoire :
- La chapelle Sainte-Marguerite (de), située dans la Grand'rue  est inscrite à l'inventaire des monuments historiques par arrêté du 27 août 1953[26].

Seule la façade occidentale avec le portail plein cintre) surmonté d'un oculus donne sur la voie publique, le vaste parc du manoir de style néo-normand occupant tout le secteur oriental du village. 
De plan rectangulaire, le sanctuaire du XVIe siècle possède un chœur polygonal, une petite chapelle latérale au sud et un petit clocher en charpente, s'élevant au-dessus de la partie orientale de la nef. Il est couvert d'ardoises, alors que la nef est couverte de tuiles rouges. 
La chapelle est d'une construction soignée, mais sans style particulier. La pierre de taille est utilisée pour les chaînages, l'encadrement des ouvertures, les contreforts, la partie supérieure des pignons. Le reste est fait de moellons noyés dans le mortier d'une couleur ocre. Comme seul élément de décor, une petite Vierge est placée dans un niche au-dessus de la porte,.

La chapelle Sainte-Marguerite
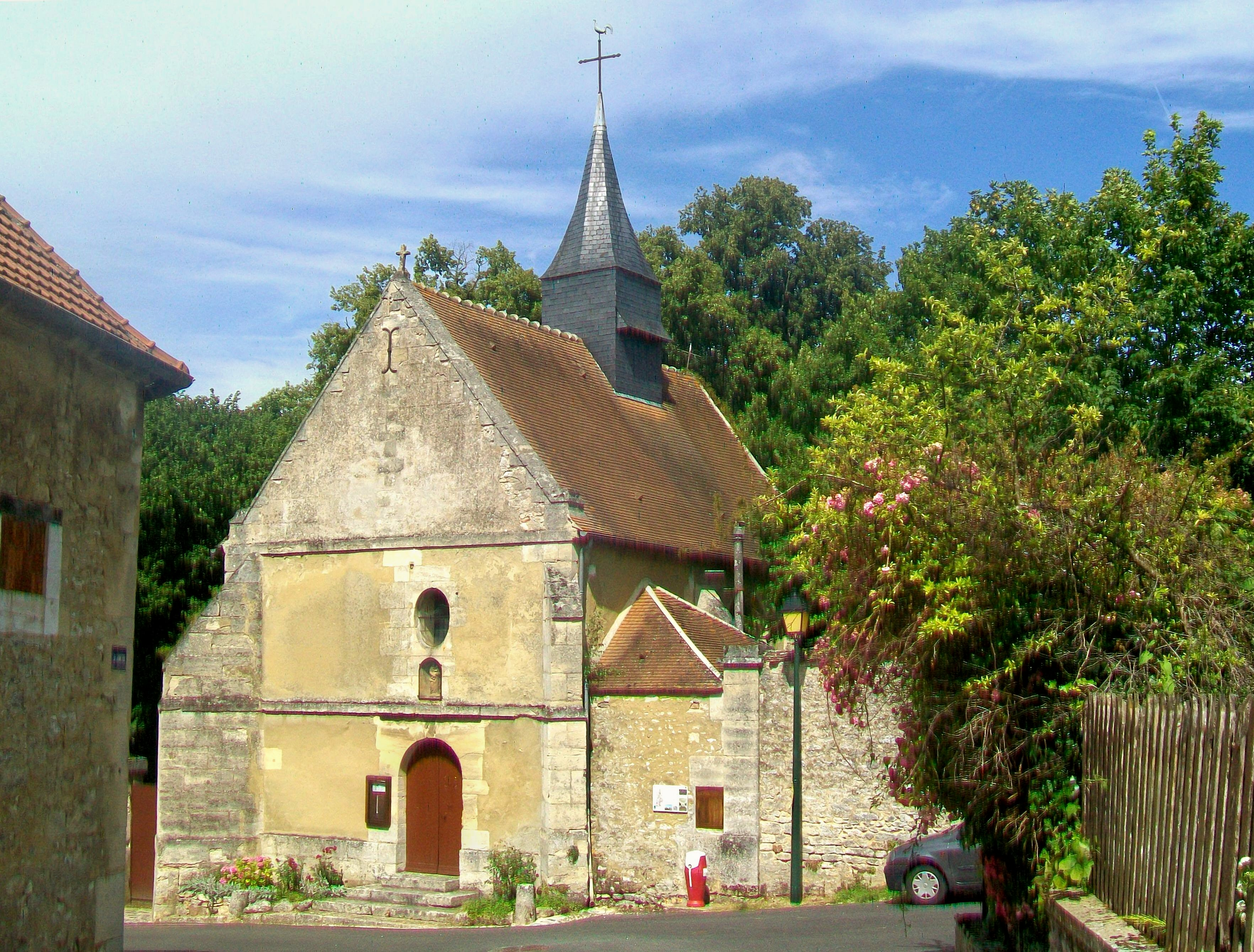
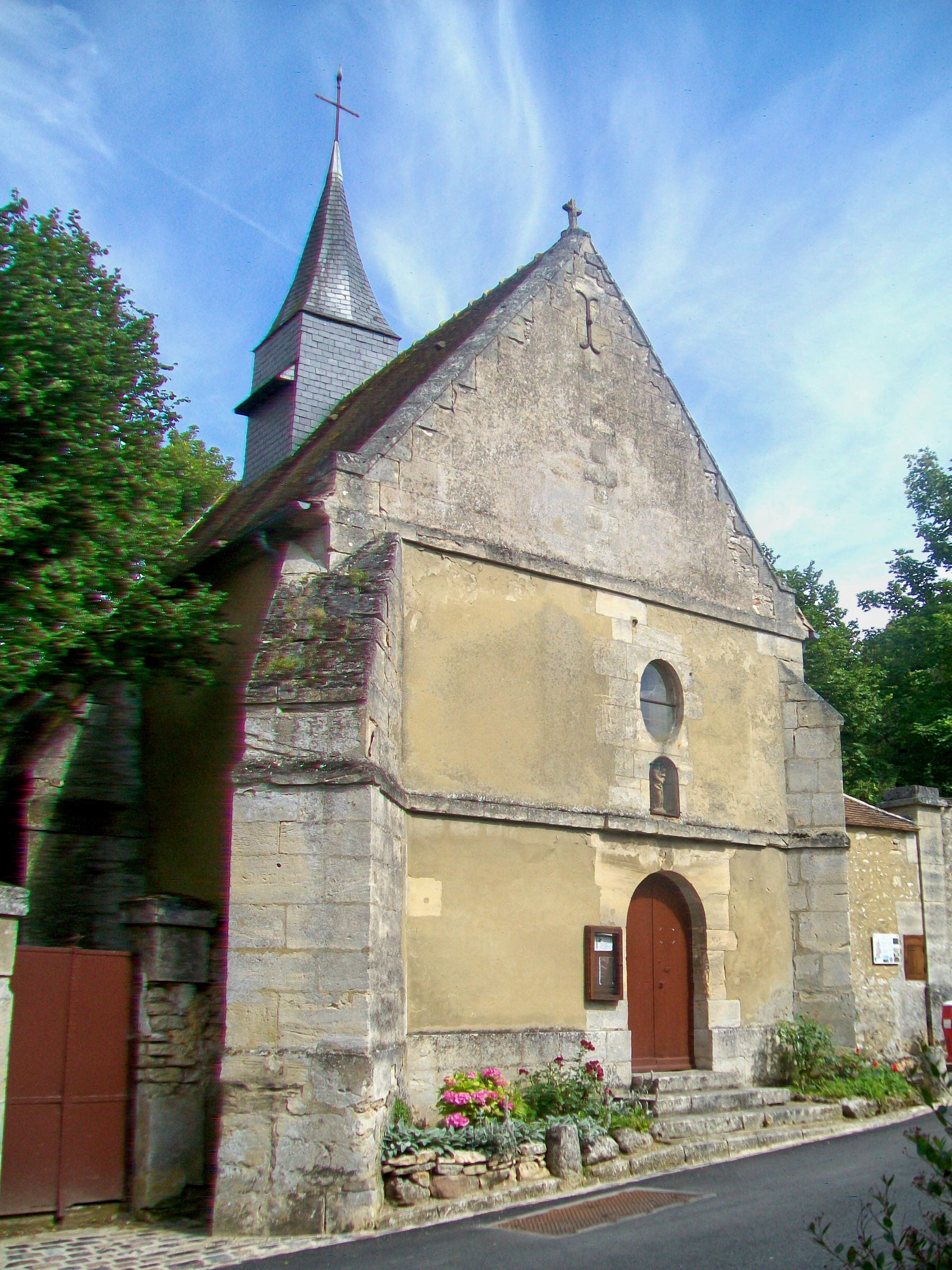

On peut également signaler : 

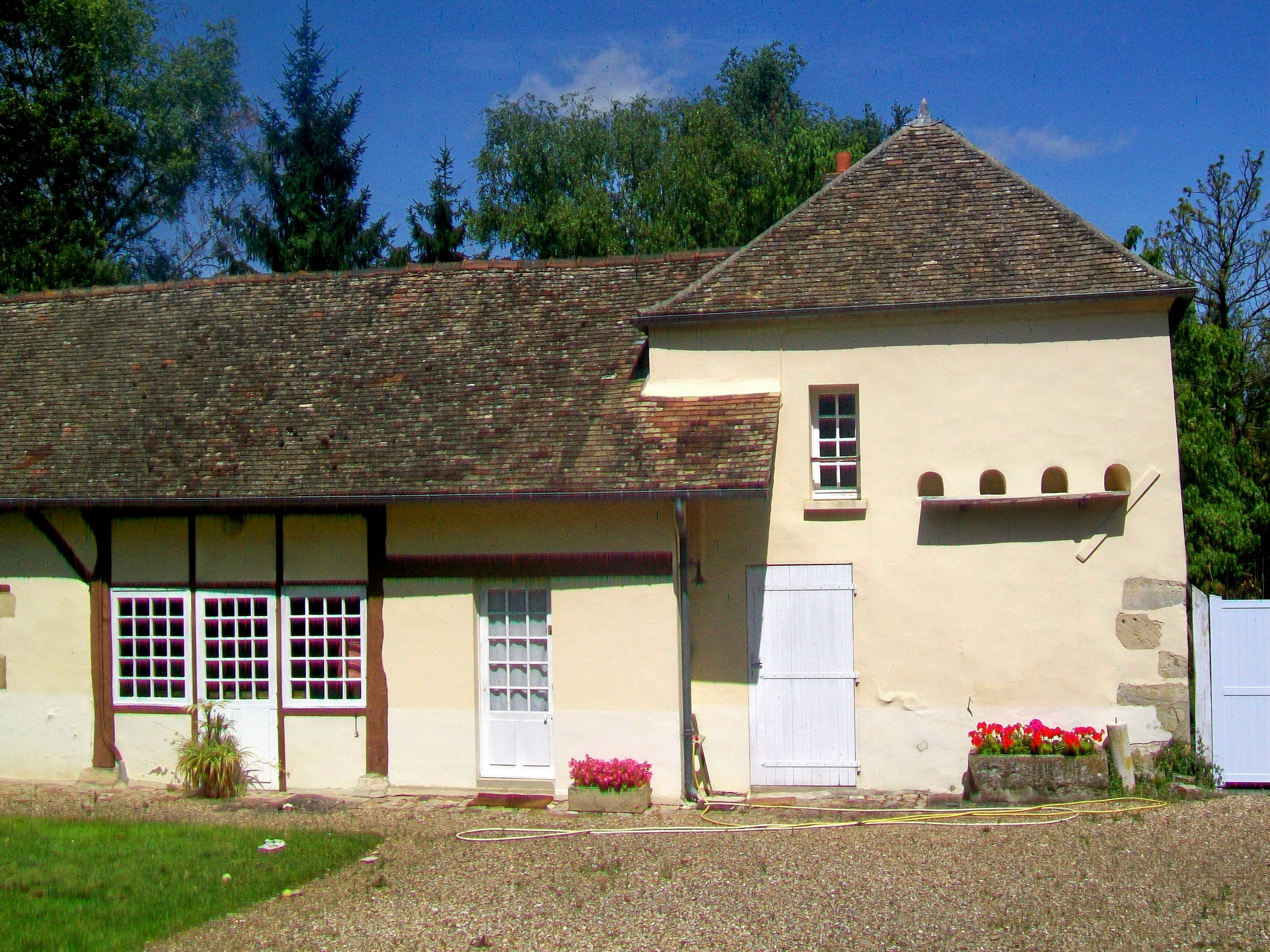
Le colombier.

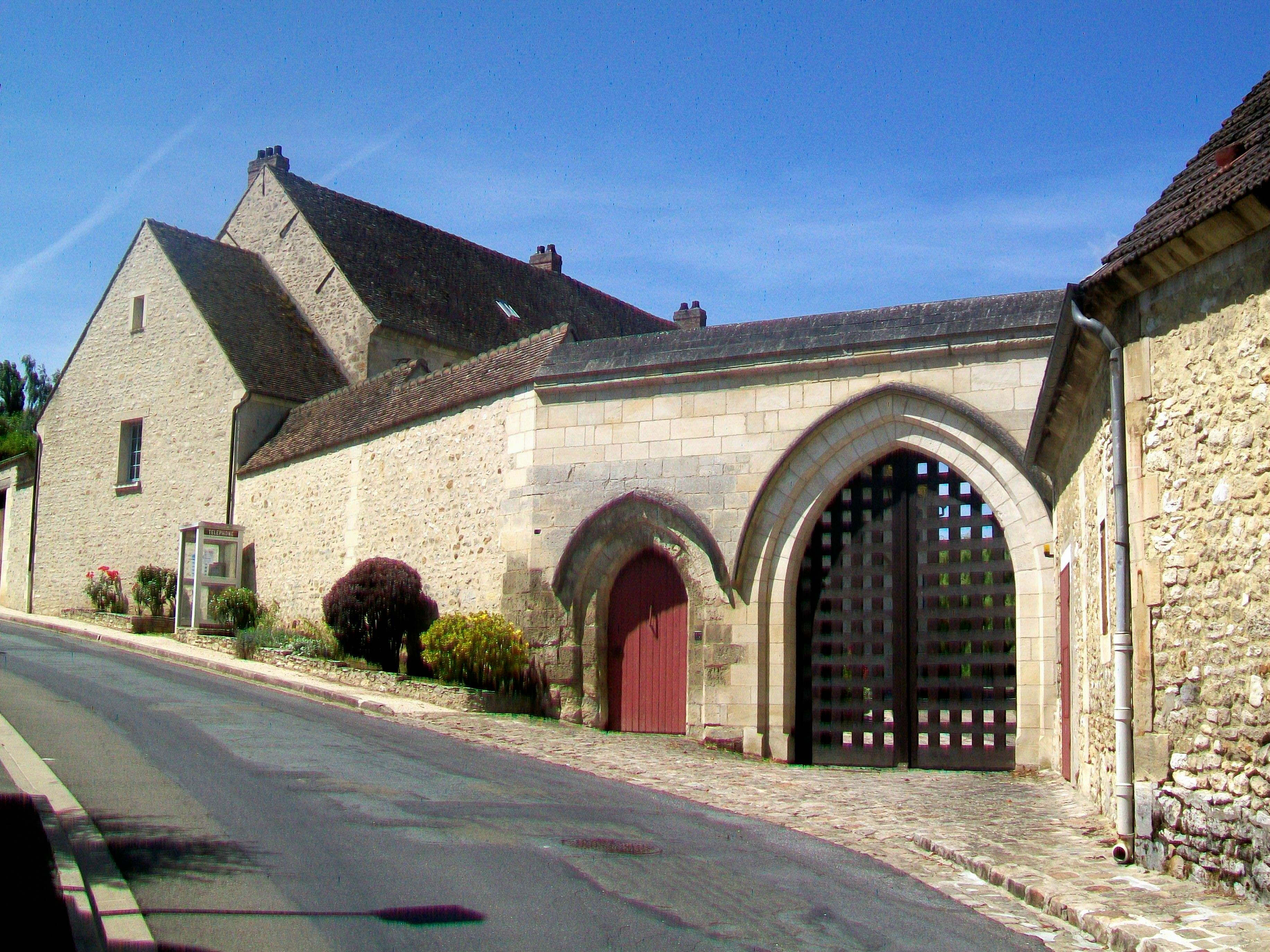
La Ferme du Prieuré.

- Un petit colombier est situé dans la cour d'une ancienne fermette, rue des Sorbiers.

Il est aménagé dans une pièce dans les combles d'une grange et de plus petite dimension que les colombiers des grandes fermes seigneuriales. Le toit à quatre versants, la haute façade sur la cour et les quatre ouvertures d'envol signalent toujours la destination initiale de ce bâtiment du milieu du XVIIIe siècle.
- La ferme du prieuré dans la Grand'rue

La conversion de cet ancien prieuré bénédictin en ferme remonte au XVe siècle, mais il reste toutefois des vestiges de l'ancienne chapelle prieurale du XIIe siècle, dont une grande arcade ogivale dans la façade nord du corps de logis. Des fenêtres à meneaux restent du XVe siècle. La plus petite des deux portes du portail sur la rue est également d'origine gothique, alors que la grande porte est une reconstitution fidèle. 
Le prieuré avait probablement été fondé par la famille seigneuriale locale sur des terres relevant directement de la suzeraineté du roi. 
Après sa dissolution, l'établissement tombe toutefois entre les mains du domaine royal. Comme d'autres possessions dans les environs, le roi l'échange avec l'abbaye de Saint-Germain-des-Prés contre des terres à Choisy-le-Roi en 1670, en vue de la construction du château de Choisy. 
Devenue ainsi de nouveau bien de l'église, la ferme est vendue comme bien national en 1791, et son acquéreur n'est autre que Louis Alexandre de La Rochefoucauld, député à l'assemblée nationale et président du département de Paris. Son héritier sera la famille Hamot, qui conserve le domaine pendant plusieurs générations, jusque dans les années 1960.
- La villa dite « La Folie », ruelle des Vieilles Pierres, est une grande demeure avec des façades en colombages et brique de style néo-normand, dont la volumétrie et notamment la forme des hautes toitures débordantes sont d'inspiration libre. Les hautes cheminées sont en damier, avec alternance de briques rouges et ocre[27]. Depuis la rue, la villa n'est que très partiellement visible.
- Des bornes signalant la limite entre les seigneuries de Hodent et de Charmont ont une forme très simple, elles arborent un C gravé sur la face tournée vers Charmont, et un H sur la face opposée. Les bornes sont érigées à la suite d'un différend opposant les deux seigneurs en 1600, qui ne trouve son aboutissement qu'en 1635 avec un jugement du Parlement de Paris ordonnant le bornage de la limite territoriale. La modification de la limite entre les deux communes en 1951 entraîne même un déplacement des bornes[27].
- Un pont en pierre de taille, au hameau du Pont d'Hennecourt, date des années 1820.

Il enjambe l'Aubette de Magny par un arc plein cintre. Des larmiers courent en bas et en haut du garde-corps. La construction du pont est liée à celle de la filature de coton qui fonctionne à proximité jusqu'à la fin du XIXe siècle, employant jusqu'à 165 ouvriers. Tout autre trace en a disparu.
- Bâtis ruraux traditionnels

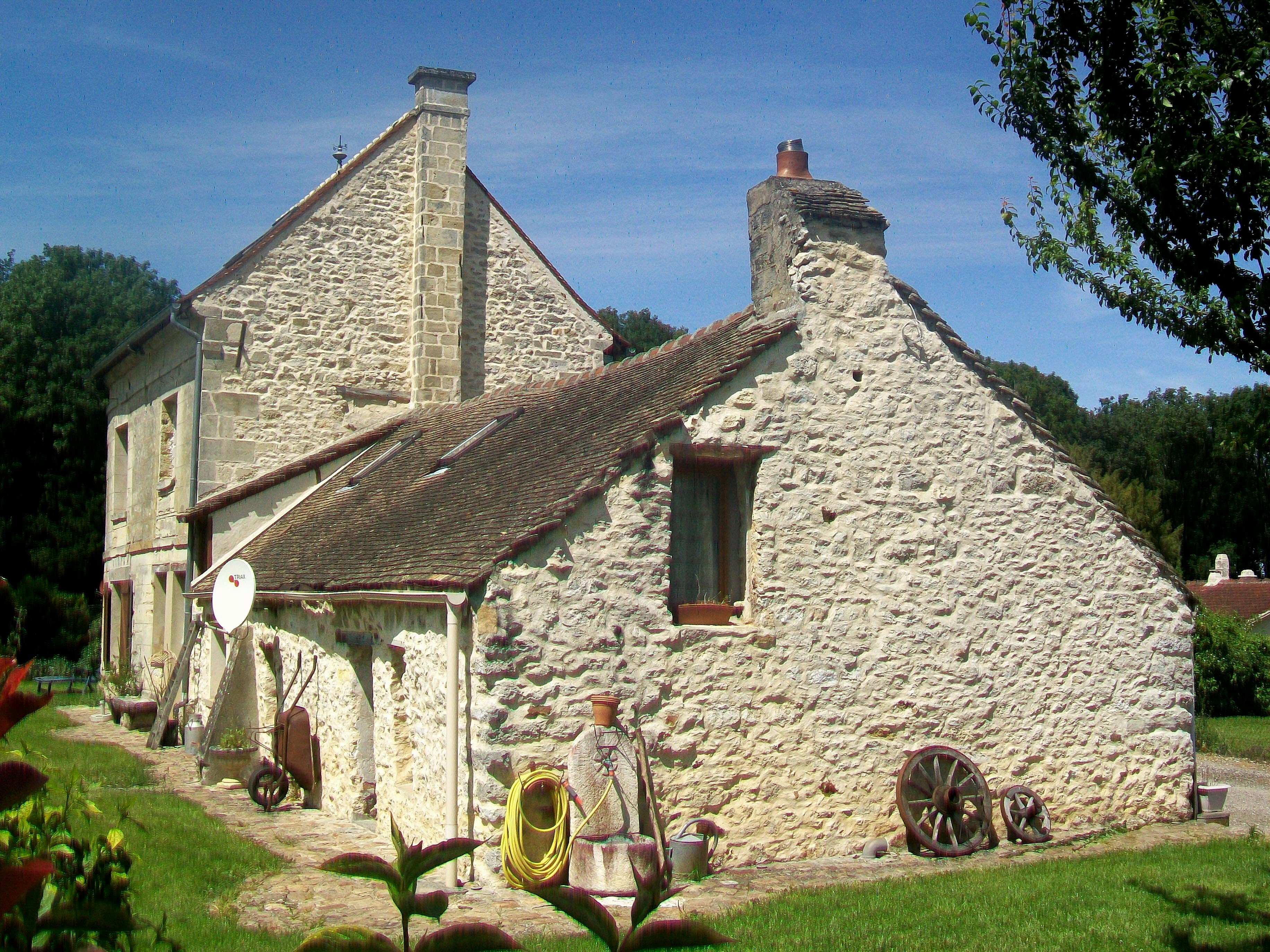
Maison, rue de la Clé des Champs
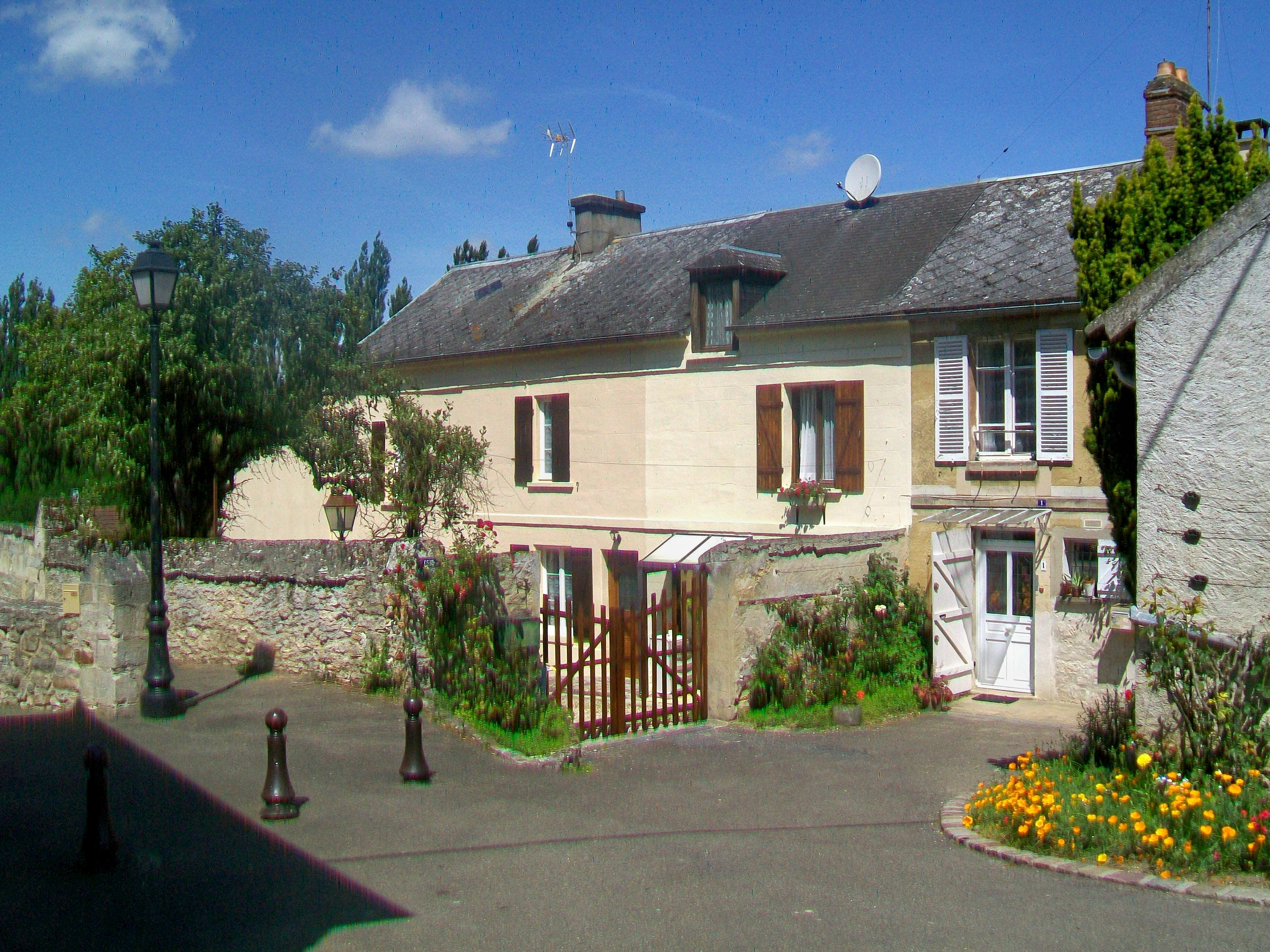
Maisons, sente des Mûres
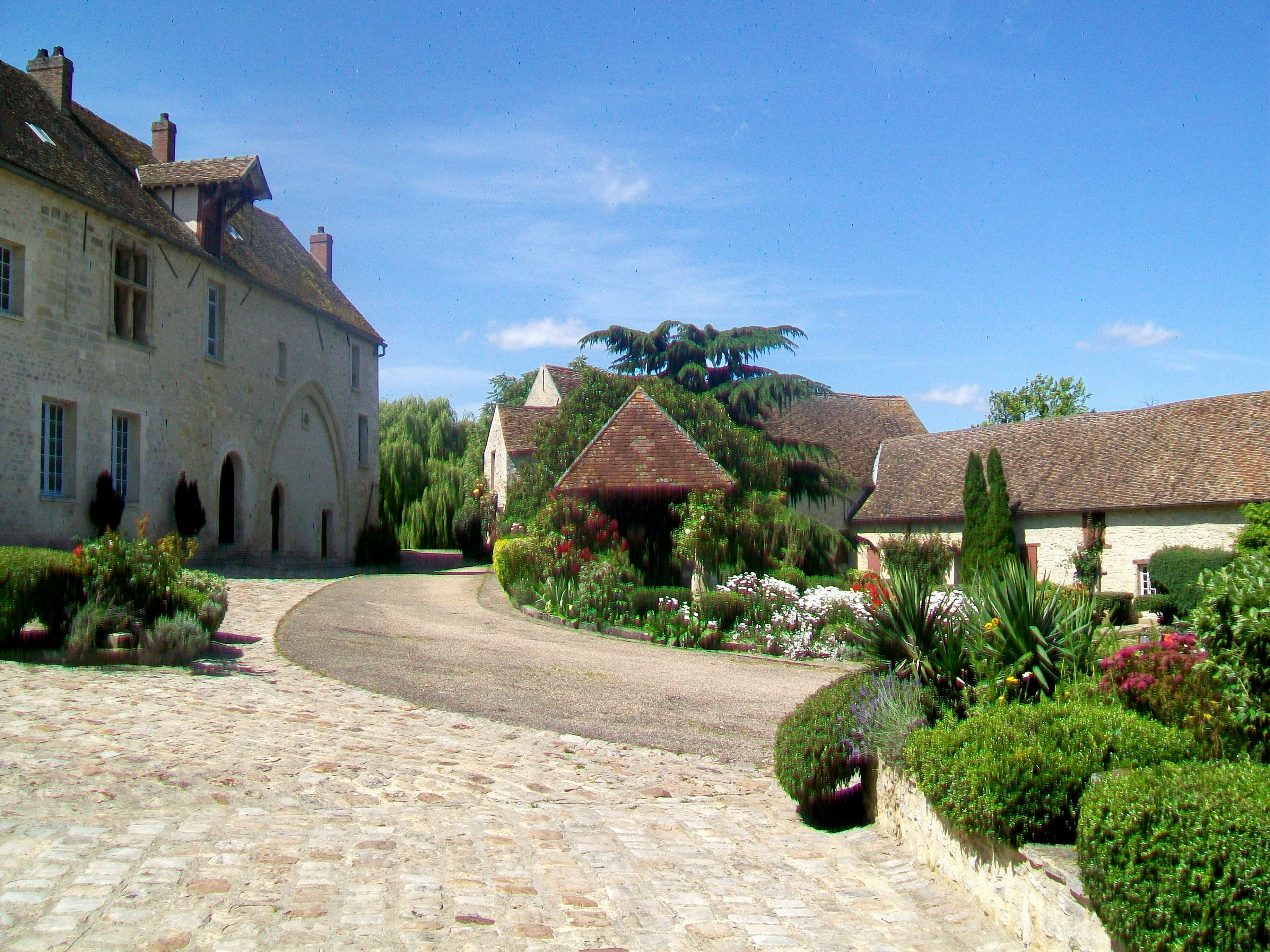
Autour de la Ferme du Prieuré
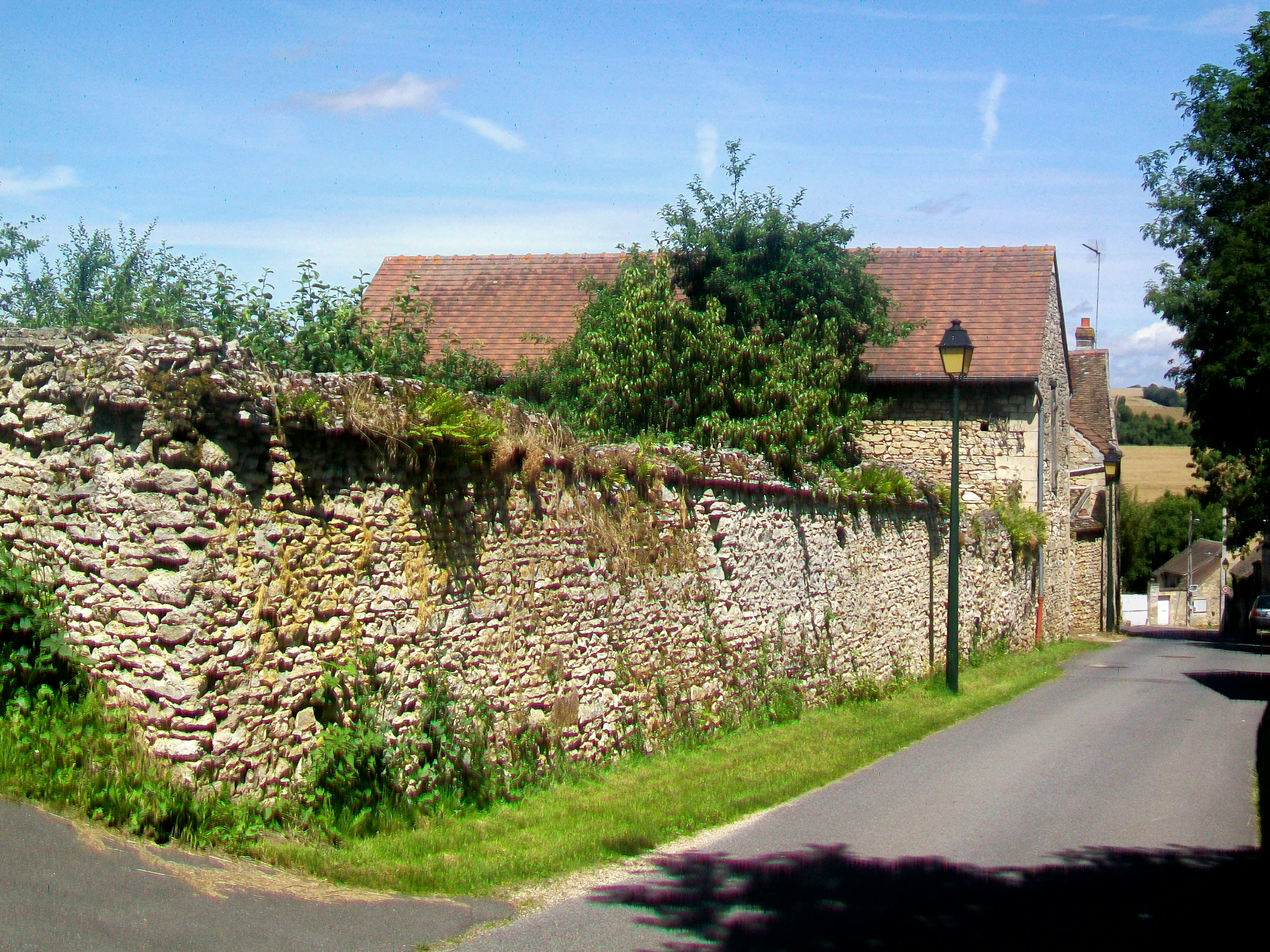
Chemin de la Vallée

- Paysages ruraux

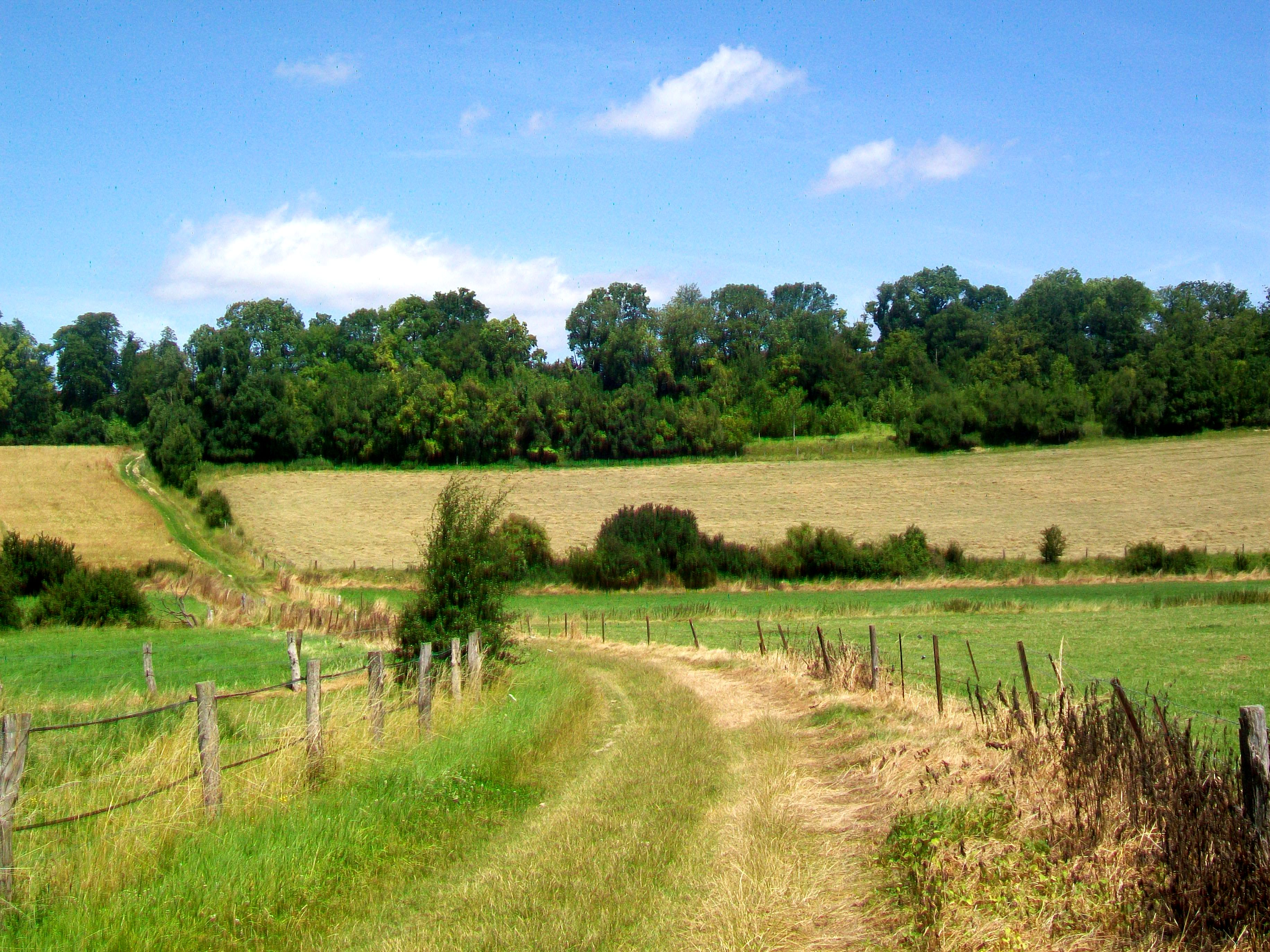
Chemin rural n°10, vers le GR11
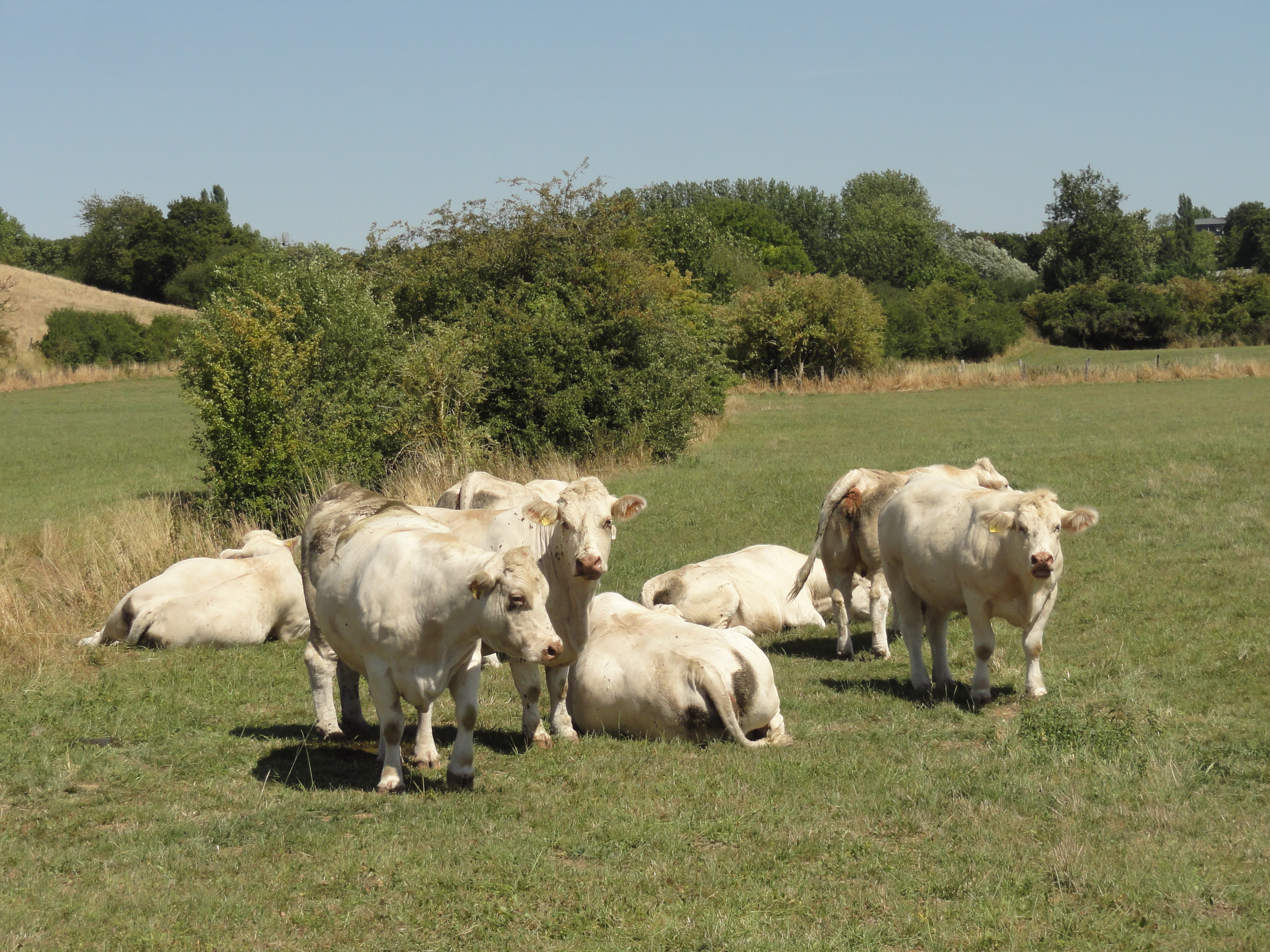
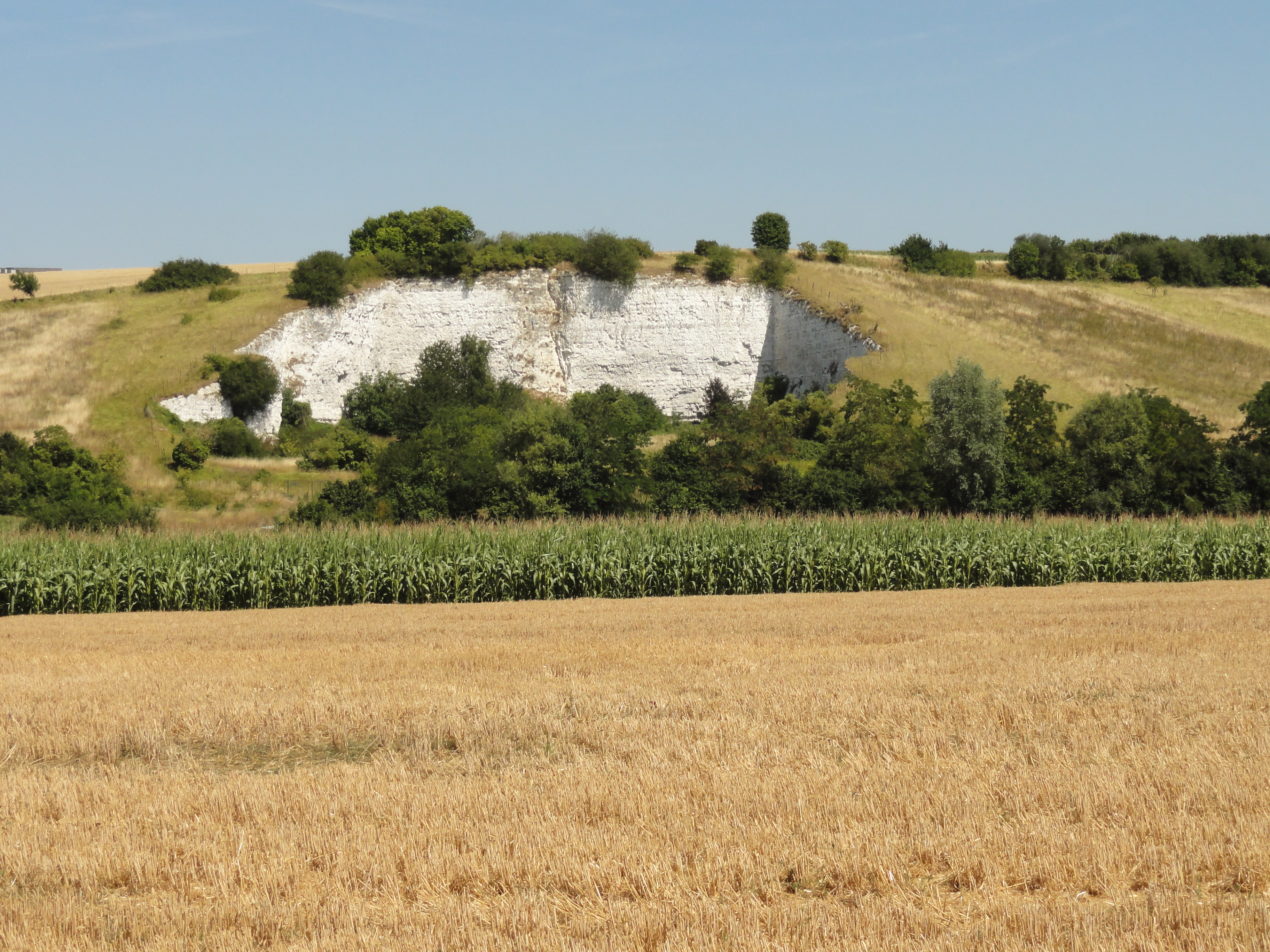
Ancienne carrière de craie, côte Blanche

### Personnalités liées à la commune
- Louis Alexandre de La Rochefoucauld, 6e duc de La Rochefoucauld, député aux États généraux de 1789, président de la Société royale de médecine et de l'Académie royale des sciences, propriétaire du prieuré.
- André Jolivet (1905-1974), compositeur de musique a vécu au village des années 1970 à sa mort[29].

### Héraldique
| Blason de Hodent | Blason  | Parti au 1) mi parti d'azur à l'écusson d'or accompagné de trois fleurs de lys du même et charger de trois besants du champ au 2) d'or à Sainte Marguerite contourné priant au dragon terrassé brochant à ses pieds le tout d'azur. |
| Blason de Hodent | Détails | Le statut officiel du blason reste à déterminer. |